# Iglesia Episcopal de San Juan (Detroit)
La Iglesia Episcopal de San Juan (en inglés: St. John's Episcopal Church) es un templo episcopal ubicado en 2326 Woodward Avenue en el Downtown de Detroit, la ciudad más grande de Míchigan (Estados Unidos). Es la más antigua que aún en pie en la avenida Woodward, un área que alguna vez se llamó Piety Hill por su gran cantidad de edificios religiosos. Fue incluida en el Registro Nacional de Lugares Históricos en 1982 y designada Sitio Histórico del Estado de Míchigan en 1987.

## Historia
La parroquia de San Juan se organizó en Detroit en 1858, principalmente debido a los esfuerzos de Henry Porter Baldwin, un comerciante exitoso que más tarde se convirtió en gobernador de Míchigan y senador de los Estados Unidos. Porter compró y donó la propiedad, que estaba entonces en las afueras del norte de los límites de la ciudad de Detroit en la esquina de Woodward y High Street (ahora Interestatal 75). También donó el dinero para construir una rectoría y una capilla de 150 asientos, diseñada por Jordan & Anderson.

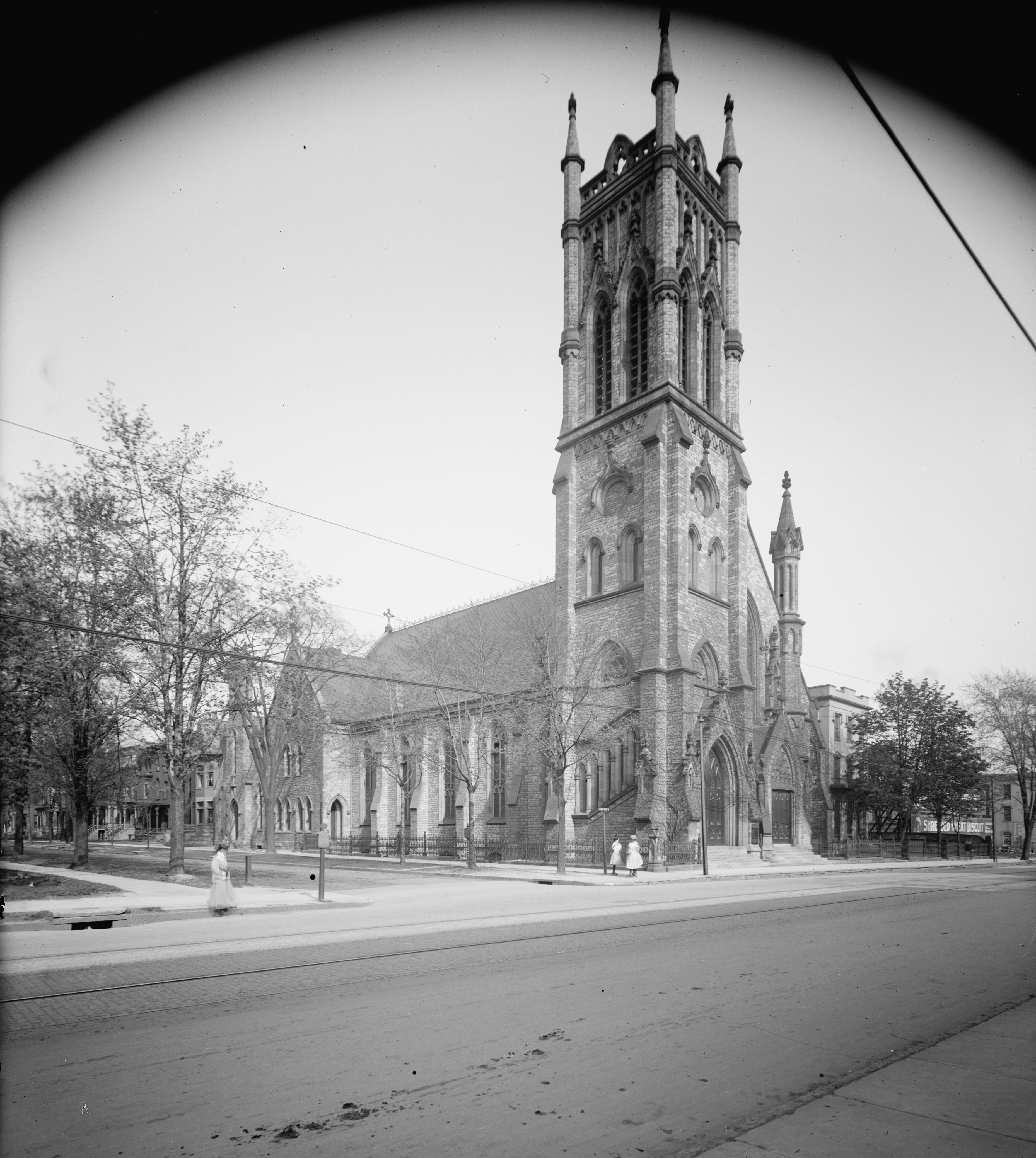
Iglesia Episcopal de San Juan c. 1905

Cuando se dedicó la capilla en 1859, resultó demasiado pequeña para la creciente congregación. Jordan & Anderson encargó una nueva iglesia y se construyó rápidamente; fue consagrada el 10 de diciembre de 1861.
Hoy en día, la congregación de la iglesia es inusual entre las de la Iglesia Episcopal moderna, ya que utiliza la edición tradicional de 1928 del Libro de Oración Común. Algunos servicios entre semana utilizan el Misal Anglicano, en lugar de la edición más reciente del Libro de Oración Común de 1979.

## Arquitectura
Es un ejemplo de arquitectura neorrenacentista neogótica victoriana, cuya planta mide 51,8 por 19,8 metros. El campanario, la sección más alta del edificio, se eleva 32 metros. La mayor parte del exterior es de piedra caliza de escombros, con el borde hecho de piedra arenisca de Kelly Island. Las paredes laterales y el techo están sostenidos por contrafuertes y cerchas de vigas tipo martillo. Gárgolas decorativas adornan la línea del techo y hay molduras del capó sobre las ventanas y las puertas. El interior tiene galerías en voladizo en tres lados; originalmente no había pilares intermedios para sostener el techo, dando a la iglesia una sensación de auditorio.
Hay seis vitrales conmemorativos a cada lado de la nave. Estos se instalaron entre 1880 y 1954. Las partes superiores de las ventanas, por encima de los vitrales, siguen siendo la grisalla y el vidrio coloreado originales. La gran ventana del oeste se dedicó en 1963.
El altar, instalado en 1873, está construido con piedra blanca de Caen; sirve como un monumento a la madre del entonces rector George Worthington. La mayor parte del resto del mobiliario del presbiterio se donó como monumentos conmemorativos durante las renovaciones de 1892. Estos incluyen la pantalla hecha de hierro forjado y piedra de Caen, el púlpito armonizador y el atril de latón. El clero y el coro de roble tallado a mano se agregaron después de la renovación de 1936.
Ha habido dos alteraciones arquitectónicas importantes desde que se construyó la iglesia. El primero, en 1892, profundizó el presbiterio para crear espacio para la consola del órgano y el coro. Esta alteración requirió que se derribara la capilla original y se reconstruyera 3 metros más al oriente. En 1936, debido a la ampliación de la Avenida Woodward, toda la iglesia y la capilla se movieron 18 metros hacia atrás.
La parte más antigua, la capilla, todavía se mantiene en pie e incluye varias vidrieras. Hay un marcador histórico del estado de Míchigan.

## Lectura adicional
- Hill, Eric J. and John Gallagher (2002). AIA Detroit: The American Institute of Architects Guide to Detroit Architecture. Wayne State University Press. ISBN 0-8143-3120-3.